# Sellbytel Group
Селлбайтел — международная аутсорсинговая компания в области продаж.
В компании работает 315 000 сотрудников, офисы открыты в 40 странах мира. В Германии офисы компании базируются в Нюрнберге, Дюссельдорфе, Фюрф, Эрфурт, Миниче, Берлине. Также представительства компании Селлбайтел Груп находятся в Лионе, Гренобле, Ауре, Барселоне, Лиссабоне, Мадриде, Праге, Варшаве, Тунисе, Братиславе, Йоханнесбурге. Бангалоре, Лондоне, Валенсии и Торонто.

## История
В 1988 году компания Селлбайтел Груп была основана Михаэлем Раумом, с головным офисов в Нюрнберге, Германия. B 1998 году, Раум основал первое представительство компании во Франции, город Лион.
В 2000 году была создана дочерняя компания HELPBYCOM, которая стала специализироваться на технической поддержке для компаний — клиентов.
В 2001 году открылось представительство компании Селлбайтел в Барселоне, и с этого момента началось активное развитие компании на международном уровне.
В 2003 году Селлбайтел продолжил развивать свой бизнес и расширился, создав новую компанию LIVINGBRANDS. Спустя два года аутсорсинговый бизнес пришел в фармацевтику и появилось новое подразделение — MEDEXPERTS. В 2010 Селлбайтел Груп продолжает своё развитие и открывает новое представительство в Торонто, которое специализируется на развитии бизнеса на рынках Северной Америки.

## Брэнды Селлбайтел Груп
Селлбайтел состоит из семи компаний — подразделений:
- Селлбайтел (сервис для клиентов, маркетинговая поддержка)
- Ливингбрэндс (сегмент продаж и работа с ключевыми клиентами компаний-заказчиков. Поддержка продаж и партнеров заказчиков)
- HELPBYCOM (техническая поддержка, сервисная поддержка заказчиков)
- MEDEXPERTS (медицинский сегмент, поддержка продукции медицинского характера, прямые продажи)
- RIGHTHEAD (помощь в оформлении внештатных сотрудников, подбор персонала)
- SMARTENGINEERS (специализируется на производственном сегменте, рекрутменте, оформление персонала, консалтинге)
- AXENTO (коммерческий персонал, подбор и консалтинг)

## Клиенты
Сегодня компания Селлбайтел оказывает услуги по поддержке продаж и различных сервисов таким компаниям, как Cisco Systems, Hewlett-Packard, Microsoft и др. на 25 языках мира.